# Tucking Mill

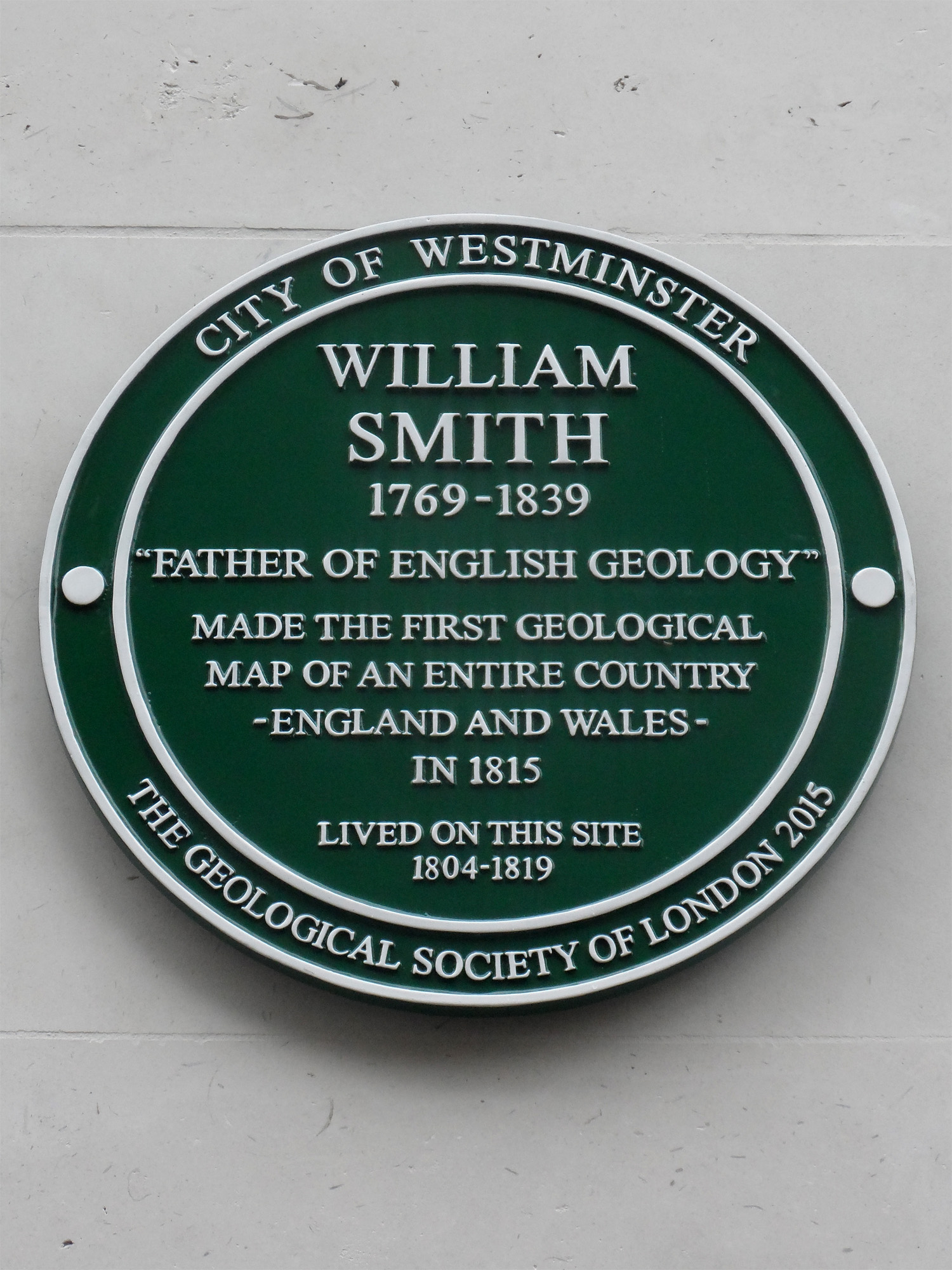
Tafel der Geological Society of London aus dem Jahr 2015: William Smith 1769–1839 “Vater der englischen Geologie” [...] lebte von 1804–1819 an diesem Ort

Tucking Mill ist ein kleiner Weiler (englisch hamlet) in der Gemeinde Monkton Combe in Somerset, England. Die bei Bath in einem Tal gelegene kleine Ortschaft liegt am Midford Brook, sie wird von der schmalen Tucking Mill Lane durchzogen und war ein wichtiger Punkt am heute stillgelegten Somerset-Kohlekanal (Somerset Coal Canal).

## Name
Der Weiler hat seinen Namen von der Mühle, die sich einst an diesem Ort befand und in der das „Tucking“, ein Reinigungsverfahren für Wolle, durchgeführt wurde.

## Lage
Der Ort liegt am südlichen Ende des Two Tunnels Greenway (Zwei-Tunnel-Grünzug) von Bath nach dem Dorf Midford, der dem stillgelegten Gleisbett der Somerset and Dorset Joint Railway von East Twerton durch den Bath-Vorort Oldfield Park zum Devonshire-Tunnel (Devonshire Tunnel) folgt, im Lyncombe Vale auftaucht, bevor er in den Combe-Down-Tunnel (Combe Down Tunnel) eintritt und dann über das Tucking-Mill-Viadukt (Tucking Mill Viaduct) nach Midford führt.
Im Tal unterhalb des Viaduktes befindet sich ein kleiner aufgestauter See, der heute ein Angelgewässer für Behinderte ist. Unmittelbar angrenzend daran wird ein 4 Star Gold luxury self-catering cottage betrieben.

## Haus des Geologen William Smith
Einer Tafelaufschrift der Geologischen Gesellschaft London zufolge lebte „1804 bis 1819“ William Smith (1769–1839) in Tucking Mill, ein englischer Geologe mit Spitznamen Strata Smith („Schichten-Smith“), dem die Erstellung der ersten landesweiten geologischen Karte zugeschrieben wird. Er ist als der „Vater der englischen Geologie“ bekannt, weil er die geologische Geschichte von England und Wales in einem einzigen Werk zusammenfasste. Er arbeitete am Kohlebergbau in Somerset und am Somerset-Kohlekanal.
Am Tucking Mill Cottage befindet sich eine Gedenktafel, die darauf hinweist, dass es sich um Smiths Wohnhaus handele, das 1888 an der 1927 abgerissenen Mühle errichtet wurde, wobei die Tafel verloren ging. Als die Tafel in den 1930er Jahren wiederentdeckt wurde, brachten die Geological Society of London und die Bath Royal Literary and Scientific Institution sie an dem Cottage aus dem 18. Jahrhundert an.
Heute geht man jedoch davon aus, dass er tatsächlich im nahe gelegenen Tucking Mill House wohnte. Während seiner Tätigkeit baute er eine kleine Eisenbahn, um Steine aus einem Steinbruch in Kingham Field, Combe Down, zum Kanal zu transportieren.

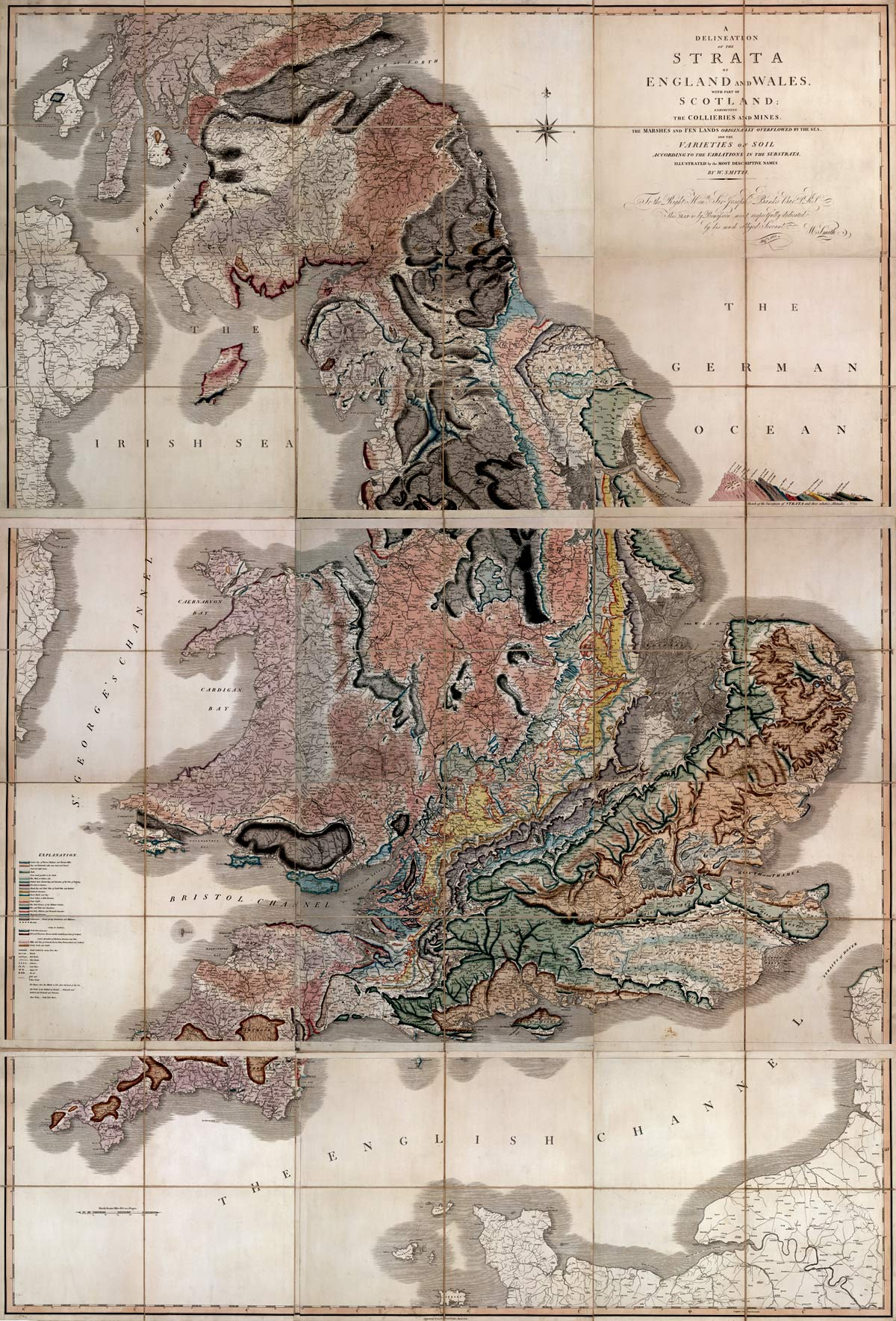
Eine Darstellung der Schichten von England und Wales mit einem Teil von Schottland – die erste geologische Karte Großbritanniens, veröffentlicht von William Smith im Jahr 1815

In dem Buch The Map That Changed the World (Die Karte, die die Welt veränderte) erzählt der britische Autor Simon Winchester die Geschichte des kleinen Landbesitzers William Smith aus Oxfordshire, der einen Traum hatte: die erste geologische Karte von England und Wales zu erstellen und damit zum Gründervater einer neuen Wissenschaft der geologischen Stratigraphie zu werden. Doch dieses Unterfangen, das ihn in Konflikt mit den Kreationisten brachte, brachte ihm auch den finanziellen Ruin.

## Bleicherde-Fabrik

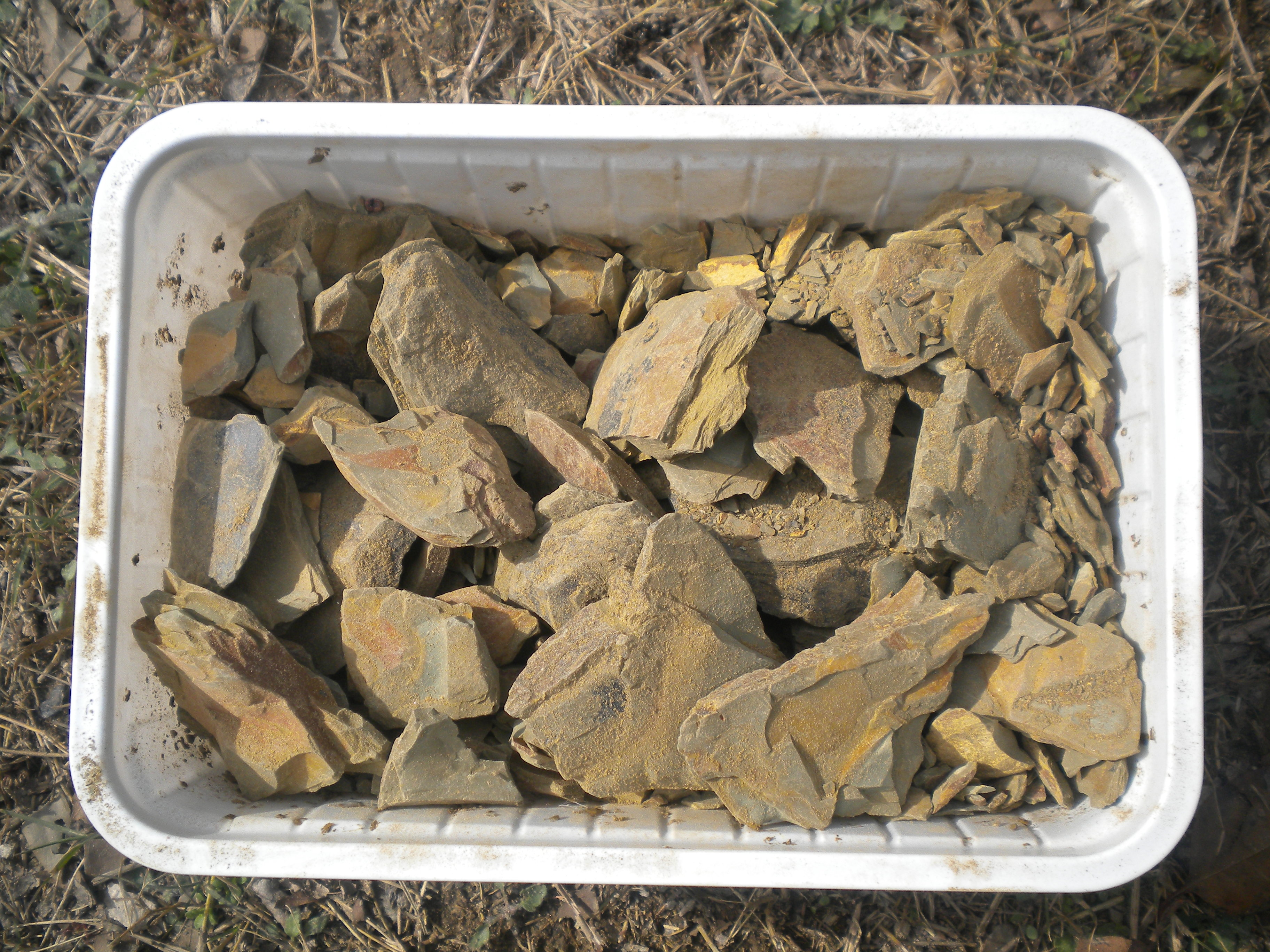
Bleicherde bzw. Fullererde (engl. Fuller's earth, wonach z. B. auch die Fuller's Earth Formation des Bathoniums aus dem Mitteljura benannt ist)

Nach den Angaben des von Neil Macmillen mit Mike Chapman verfassten Buches A History of the Fuller's Earth Mining Industry around Bath zur Geschichte der Bleicherde-Bergbauindustrie um Bath zufolge befand sich von 1883 bis zum Ende des Zweiten Weltkriegs hier eine Bleicherde-Fabrik. George Dames und sein Bruder Charles Richard Dames richteten im Horsecombe Vale eine Mine ein. In der Talsohle befand sich das Pfannenmahlwerk, in dem das Wasser des Horsecombe Brook zur Herstellung eines Schlammes verwendet wurde, aus dem sich Sand am Boden von Trögen absetzte. Der Schlamm wurde dann durch ein Steingutrohr nach Tucking Mill geleitet, wo eine zweite Sedimentationsphase in großen Trögen stattfand, wo er sich bis zu 30 Tage lang absetzte. Nachdem das Wasser durch Schleusen abgeleitet worden war, wurde die feuchte, zusammengebackene Erde in hölzernen Waggons zu Brennöfen transportiert, wo sie drei bis vier Tage lang getrocknet wurde. Das Produkt wurde in der Ölraffinerie und der pharmazeutischen Industrie verwendet. Für die ursprüngliche Verwendung in der Wollproduktion wird Bleicherde nicht mehr genutzt. Für die Verladung von Bleicherde wurde eigens ein Anschlussgleis am Bahnhof Midford gebaut.

## Galerie

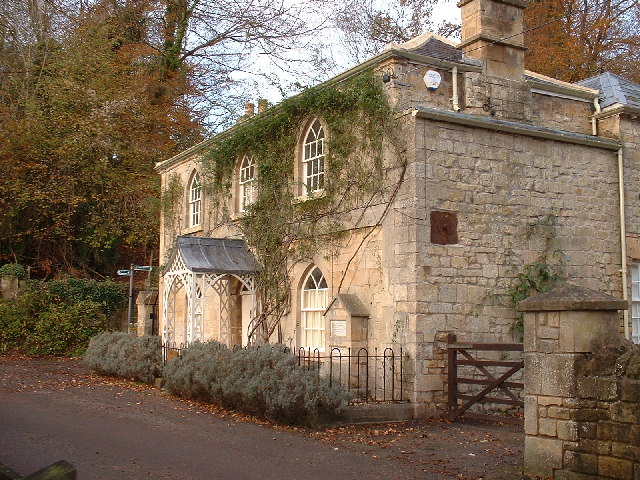
Das Tucking Mill Cottage mit einer rechts an der Fassade befindlichen Gedenktafel, die besagt, dass William Smith dort lebte
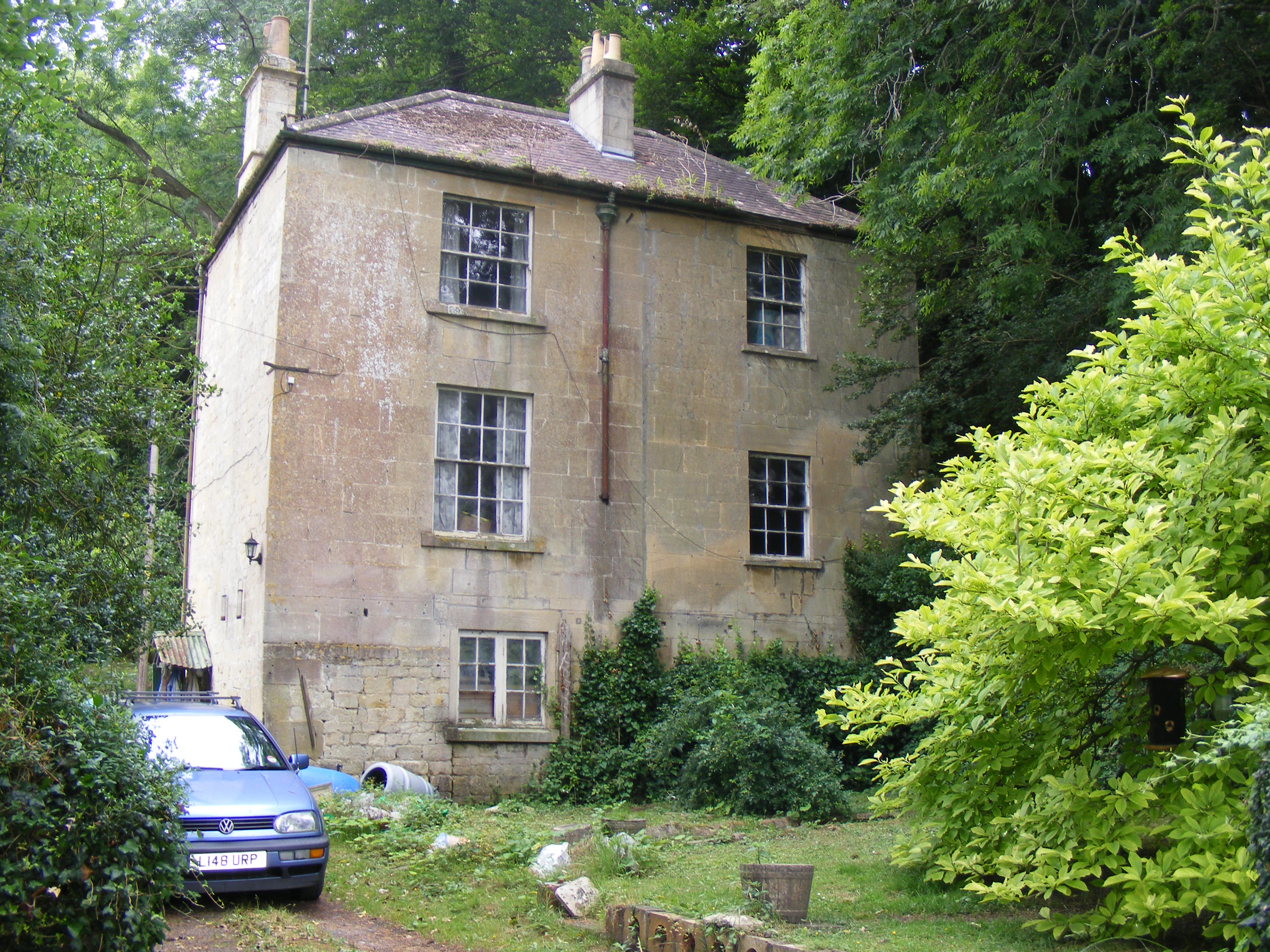
Das Haus, in dem William Smith tatsächlich lebte
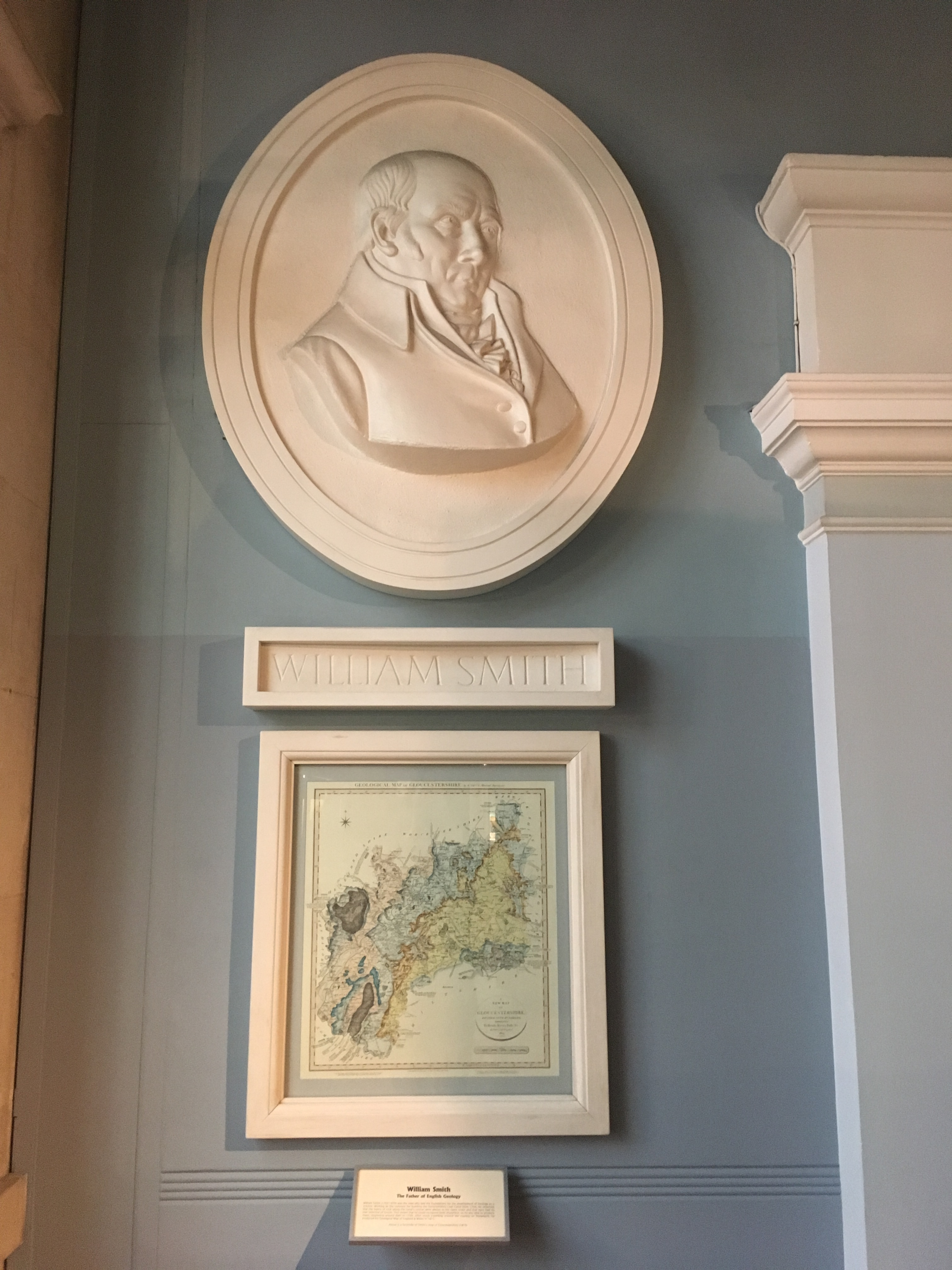
Porträt von William Smith und seine Geologische Karte von Gloucestershire[14] (1819) in der Bristol Museum and Art Gallery
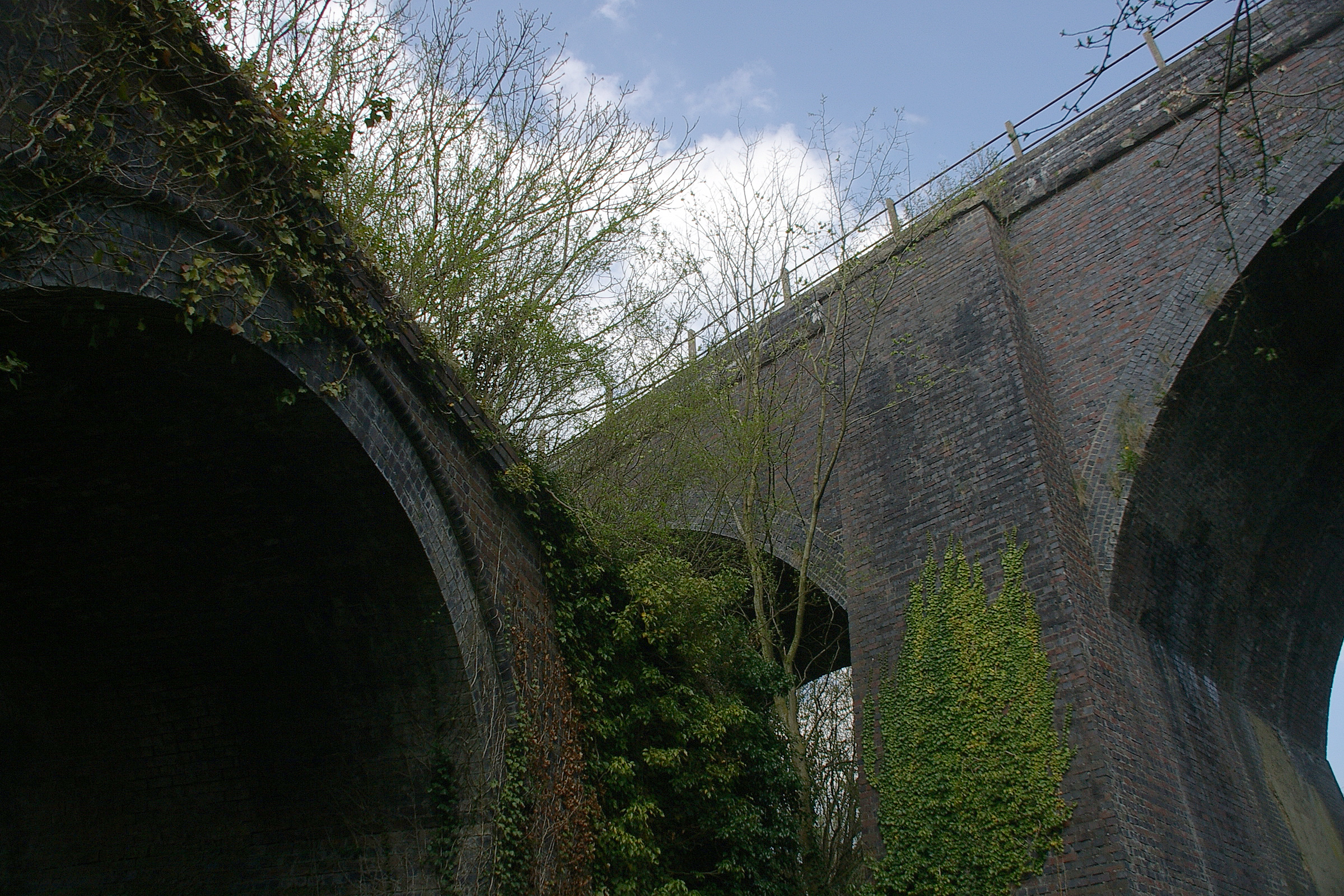
Im nahe gelegenen Nachbardorf Midford überquert die Somerset and Dorset Joint Railway das Viadukt der Bristol and North Somerset Railway auf einem noch höheren Viadukt
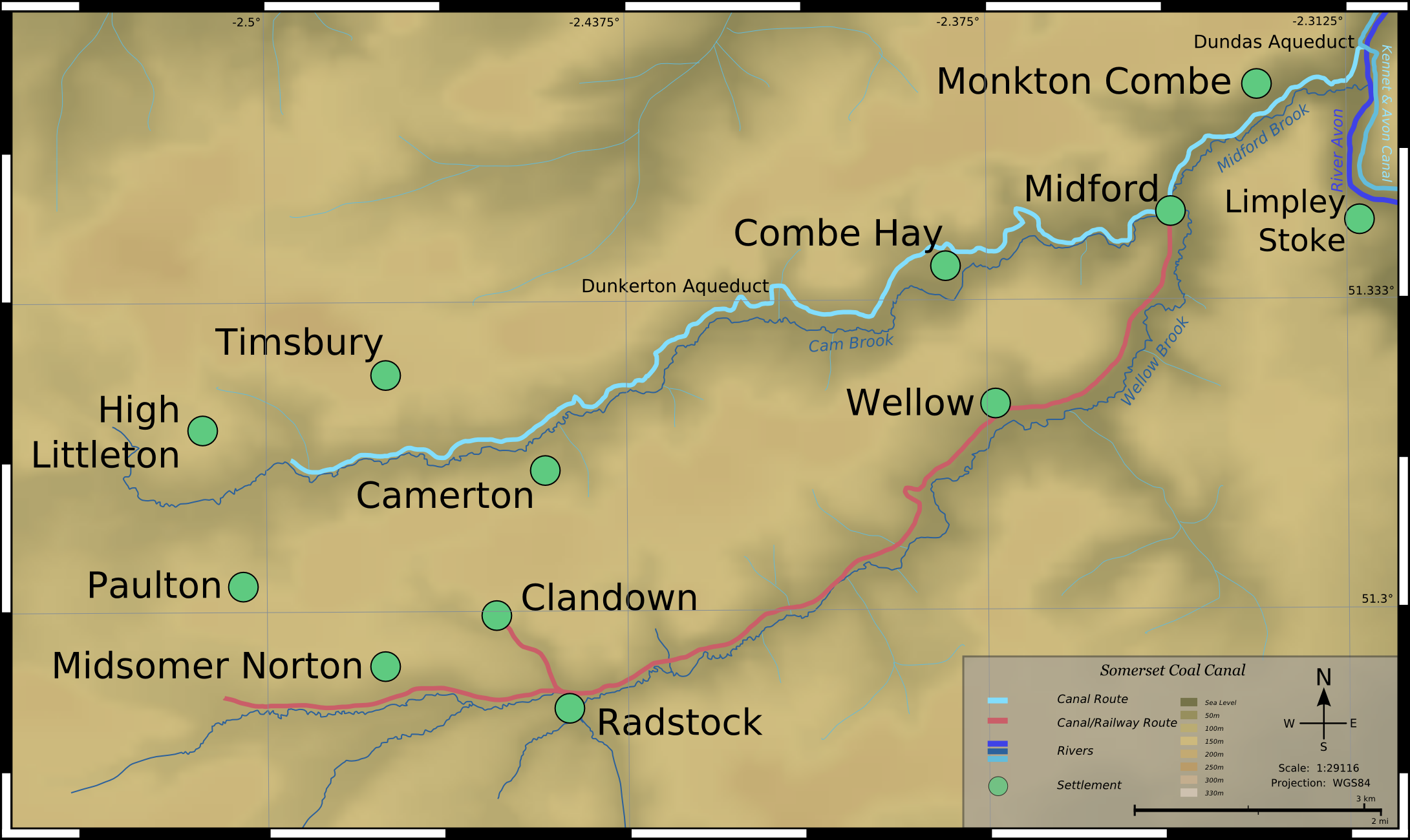
Somerset-Kohlekanal (Karte)
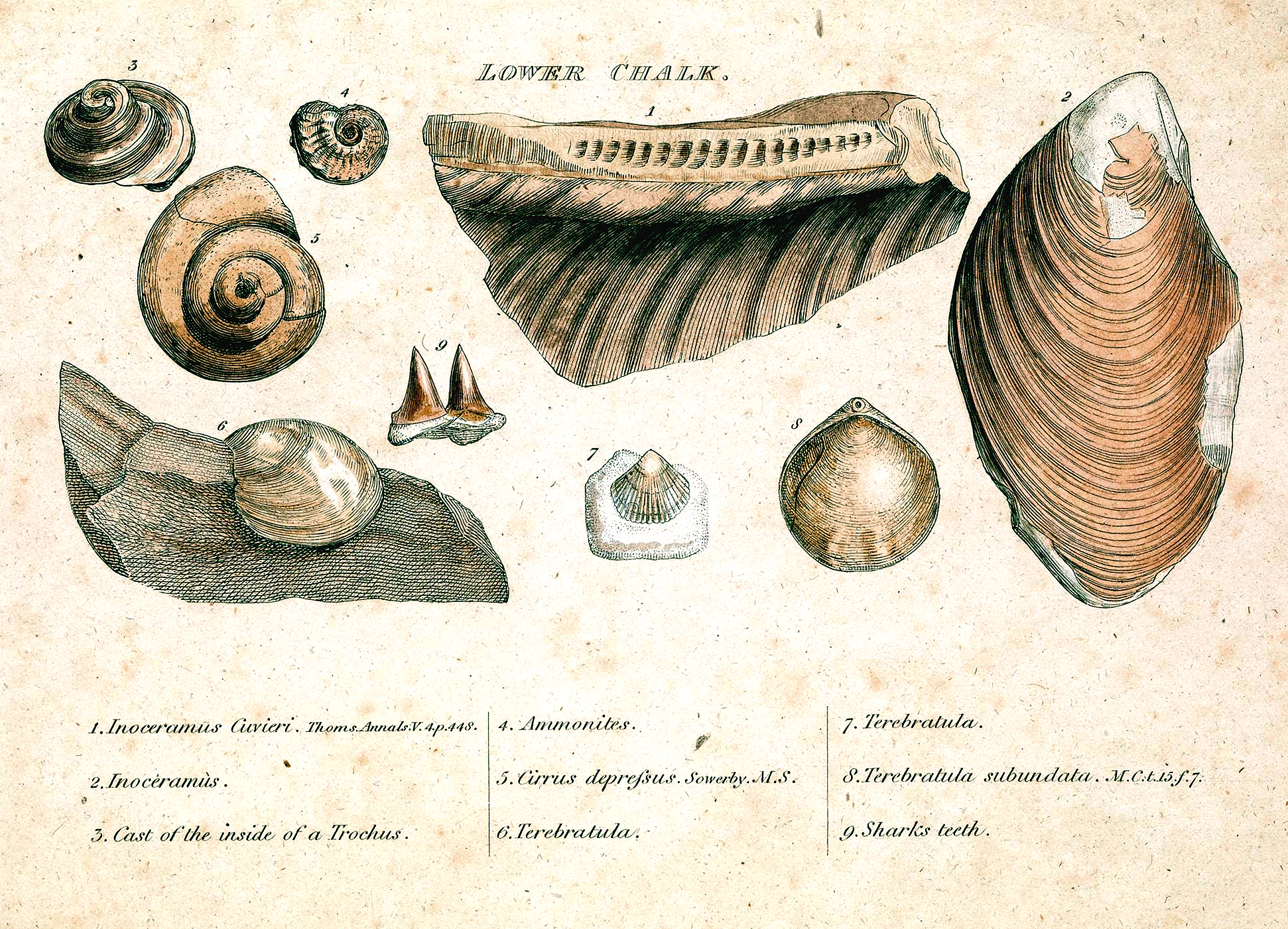
Stich aus der Monografie von William Smith über die Identifizierung von Schichten anhand von Fossilien (Lower Chalk, d. h. die relativ weichen, weißen Kalksteine der unteren Oberkreide von England)